# Rhombosolea retiaria
Rhombosolea retiaria is een straalvinnige vissensoort uit de familie van schollen (Pleuronectidae). De wetenschappelijke naam van de soort is voor het eerst geldig gepubliceerd in 1874 door Hutton.